# Le Shérif

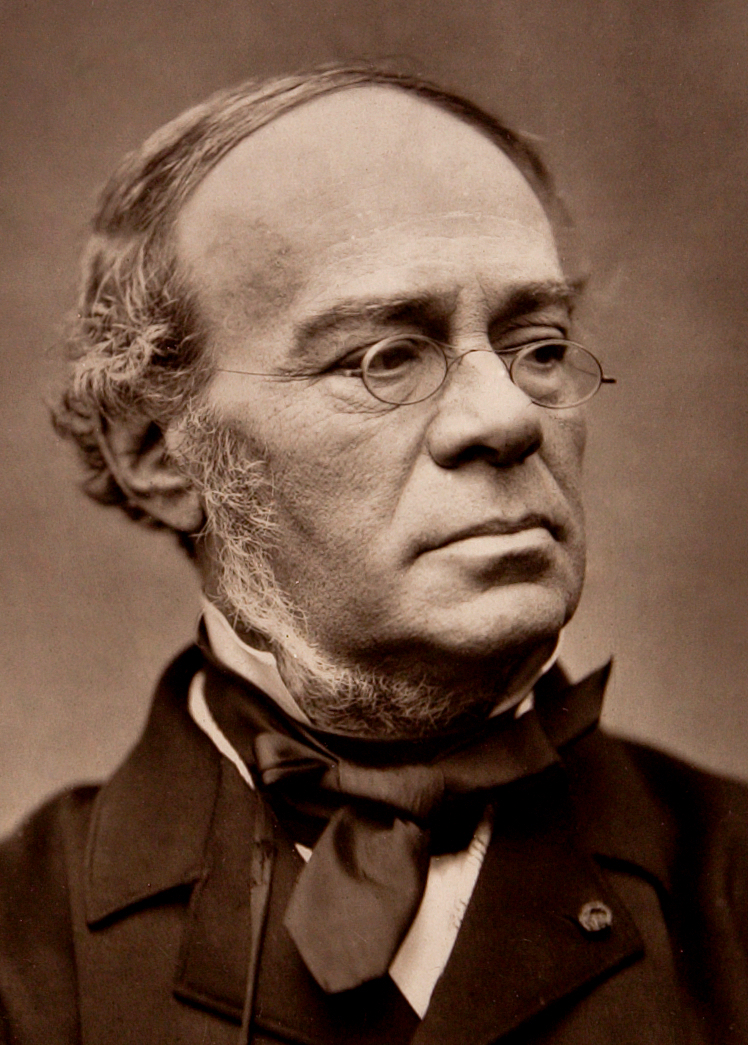
Fromental Halévy

Le Shérif är en opéra comique i tre akter med musik av Jacques Fromental Halévy och libretto av Eugène Scribe. Den hade premiär på Opéra-Comique i Salle de la Bourse i Paris den 2 september 1839. Den bygger på en novell av Honoré de Balzac och utspelas i London Docklands under senare delen av 1700-talet.

## Bakgrund och uppförandehistorik
Scribe lånade flitigt från Balzacs romanserie La Comédie humaine till sina pjäser och libretton. Huvudhandlingen till Le Shérif hämtades från novellen Maître Cornélius (Mäster Cornelius). Balzacs Mäster Cornelius är Ludvig XI:s långivare och bor i ett gammalt hus där hans guld mystiskt försvinner. Scribe överförde handlingen till London i det sena 1700-talet och såg till att det hela slutade lyckligt. Cornelius blev Sir James Turner, the High-Sheriff of London. Liksom Cornelius upptäcks han vara tjuven av sitt eget guld, vilket inträffar när han går i sömnen. Till skillnad från Cornelius, som begår självmord när han får reda på sanningen, överlever Sheriff Turner och kan berätta historien.
Enligt kulturhistorikern Robert Letellier innehar Halévys partitur till Le Shérif en "kraftfull originalitet", liksom även partituren till hans två tidigare operor L'Éclair och  Les Treize. Men verkets eklekticism visade sig inte vara populärt hos Paris publik. Efter premiären den 2 september 1839 med Henry Deshaynes i titelrollen spelades operan ytterligare 13 gånger på Théâtre de l'Opéra-Comique-Bourse . En kort notis i The Foreign Quarterly Review hävdar att Le Shérif gavs i Prag 1841 till ett tjeckiskt libretto översatt av Alois Svoboda, men det blev ingen succé "på grund av det opassande sätt" som rollen Sir James Turner sjöngs på.
Operans partitur publicerades av Maurice Schlesinger 1839. Följande år komponerade Stephen Heller sin Op. 17, sex caprices för piano efter en aria från Le Shérif. Diverse fantasier byggda på operan och arrangerade för solopiano eller violin publicerades också av mindre betydande kompositörer såsom Edouard Wolff, Heinrich Panofka och Auguste Mathieu Panseron.

## Personer
| Roller                                  | Stämma  | Premiärbesättning 2 september 1839 (Dirigent: ) |
| --------------------------------------- | ------- | ----------------------------------------------- |
| Sir James Turner, Sheriff av London     | baryton | Henri (François-Louis Henry)                    |
| Amabel D'Invernesse, Irländsk gentleman | tenor   | Théodore-Étienne Moreau-Sainti                  |
| Edgard Falsingham, en ung korsarkapten  | tenor   | Gustave-Hippolyte Roger                         |
| Keatt, Sir James Turners kock           | sopran  | Laure Cinti-Damoreau                            |
| Camilla, Sir James Turners dotter       | sopran  | Caterina Rossi                                  |
| Yorik, en sjöman                        |         | Fleury                                          |
| Trim, en krogägare                      |         | Pallianti                                       |
| Tjänare                                 |         | Victor                                          |
| Sjömän, poliser, tjänare                |         |                                                 |